# Massimo Quarta
Massimo Quarta (Bournemouth, 16 ottobre 1965) è un violinista e direttore d'orchestra italiano.

## Biografia
Originario di Lecce, nel Salento, ha studiato al Conservatorio "Tito Schipa" di Lecce e si è specializzato in violino con Beatrice Antonioni, Salvatore Accardo, Abram Shtern, Pavel Vernikov. Nel 1991 è stato il secondo italiano, dopo Salvatore Accardo nel 1958, a vincere il Premio Paganini di Genova: da allora ha intrapreso una carriera internazionale che lo ha portato ad esibirsi in sale quali la Philharmonie di Berlino, la Salle Pleyel e il Théâtre du Châtelet di Parigi, il Metropolitan art space di Tokyo. Si dedica inoltre alla direzione d'orchestra ed è docente presso il Conservatorio della Svizzera italiana a Lugano. Dal 2017 al 2022 è stato Direttore Musicale dell'Orchestra Filarmonica dell’Università Nazionale Autonoma del Messico di Città del Messico.
Suona un violino G. A. Rocca del 1840.

## Discografia
Ha inciso i 6 concerti di Paganini per Dynamic e i 24 capricci di Paganini per Chandos. È stato il primo a registrare il concerto n.1 di Paganini in mi bemolle maggiore con scordatura. Ha anche inciso diversi dischi con "I Solisti Italiani" per Denon. 
- 1991 - Opera Prima Philips (Pugnani, Paganini, Schumann, Sarasate, Ravel, Donatoni) / Massimo Quarta, Giovanni Bellucci. Philips Classics
- 1999 - Paganini: Works for Violin / Massimo Quarta, Stefania Redaelli. Dynamic
- 2000 - Paganini: Played on Paganini's Violin, Vol. 1 / Massimo Quarta, Orchestra del Teatro Carlo Felice di Genova. Dynamic
- 2001 - Vivaldi: The Four Seasons; Storm at Sea; Pleasure / Massimo Quarta, Constantine Orbelian, Moscow Chamber Orchestra. Delos
- 2002 - Paganini: Played on Paganini's Violin, Vol. 2. Dynamic
- 2003 - Paganini: Played on Paganini's Violin, Vol. 3. Dynamic
- 2003 - Paganini: Unpublished Adagio / Massimo Quarta, Orchestra del Teatro Carlo Felice di Genova. Dynamic
- 2005 - Paganini: The 6 Violin Concertos - Unpublished Adagio (4 CD Set) / Massimo Quarta, Orchestra del Teatro Carlo Felice di Genova. Dynamic
- 2005 - Paganini: 24 Caprices for Solo Violin. Chandos
- 2011 - Vieuxtemps: Violin Concertos Nos. 4 & 5 / Massimo Quarta, Bolzano-Trento Haydn Orchestra. Dynamic
- 2024 - Viotti: Violin Concerto No.22; Cherubini: Symphony in D / Massimo Quarta, Nuova Orchestra da Camera "Ferruccio Busoni" · Massimo Belli. Brilliant Classics